# 茨木市立茨木小学校
茨木市立茨木小学校（いばらきしりついばらきしょうがっこう）は、大阪府茨木市にある公立小学校。通称は茨小（いばしょう）。茨木市では最も早く開校した小学校である。
学校は茨木城の跡に位置している。学校創立120周年記念として、1993年に茨木城櫓門を復元し、学校正門として使用している。

## 沿革
- 1873年3月 - 島下郡第2学区第1番小学校として開校。
- 1878年3月 - 茨木小学校に改称。
- 1887年4月 - 茨木尋常小学校に改称。
- 1907年4月 - 現在地に移転。
- 1941年4月 - 国民学校令により、三島郡茨木国民学校に改称。
- 1947年4月 - 学制改革により、茨木町立小学校に改称。
- 1948年4月 - 茨木町の市制施行により、茨木市立茨木小学校に改称。
- 1953年4月 - 茨木市立中条小学校を分離。
- 1960年2月 - 校歌が制定される。
- 1964年4月 - 茨木市立大池小学校を分離。
- 1969年4月 - 茨木市立中津小学校を分離。
- 1970年4月 - 茨木市立東小学校を分離。
- 1973年3月 - 校舎の鉄筋化を完了。
- 1983年4月 - 言語障害児を対象とした「ことばの教室」（通級指導教室）を設置。
- 1993年5月 - 正門として櫓門が原寸大の木造瓦葺きで復元される。

## 通学区域
- 茨木市 上中条1･2丁目、片桐町、上泉町、田中町、元町、大手町、新庄町、本町、宮元町、東宮町、大住町、戸伏町、竹橋町、別院町、永代町

※卒業生は基本的に、茨木市立養精中学校（上中条1･2丁目、片桐町、上泉町、田中町、元町、大手町、新庄町）、茨木市立東中学校（本町、宮元町、東宮町、大住町、戸伏町、竹橋町、別院町、永代町）の2校に分かれて進学する。

## 著名な出身者
- 京本政樹 - 俳優
- 福島實智子 - 旧姓名・長谷川智子。ソウル五輪銀メダリスト。
- 服部潤 - ナレーター。2年 - 6年途中まで在学。

## 交通アクセス
- 阪急京都線茨木市駅下車、徒歩約10分。
- JR西日本 東海道本線茨木駅下車、徒歩約15分。